# Eishockey-Oberliga 1957/58
Die Saison 1957/58 der Eishockey-Oberliga war die zehnte und zugleich letzte Spielzeit der Liga als höchste deutsche Eishockeyspielklasse, bevor im folgenden Jahr die Bundesliga eingeführt wurde. Deutscher Meister wurde EV Füssen, der damit seinen sechsten Meistertitel in Folge gewinnen konnte. Da sich lediglich die ersten vier Mannschaften jeder Gruppe für die Bundesliga qualifizierten, verblieben der EV Landshut, der EV Kaufbeuren, der VfL Bad Nauheim sowie der Kölner EK nach der Saison in der Oberliga, die nun als zweithöchste Spielklasse fungierte.
Den DEV-Pokal, der zwischen den Mannschaften, die sich nicht für die Meisterrunde qualifiziert hatten, ausgespielt wurde, gewann Preussen Krefeld.

## Voraussetzungen

### Teilnehmer
| - VfL Bad Nauheim - Düsseldorfer EG - Kölner EK - Krefelder EV - Preussen Krefeld - Mannheimer ERC | - EC Bad Tölz - EV Füssen - ESV Kaufbeuren - EV Landshut (Aufsteiger) - SC Riessersee - SC Weßling |

### Modus
Wie im Vorjahr wurde die Vorrunde in zwei Gruppen, der Gruppe Süd und der  Gruppe West, in Form einer Einfachrunde ausgespielt, sodass jeder Verein jeweils ein Heim- und ein Auswärtsspiel gegen die übrigen Mannschaften der eigenen Gruppe bestritt. Anschließend qualifizierten sich die Vereine auf den Plätzen 1 bis 3 für die Finalrunde, zusätzlich gab es die so genannte DEV-Pokalrunde mit den viert- bis sechstplatzierten Mannschaften beider Vorrundengruppen.
Zur Saison 1958/59 wurde die eingleisige Eishockey-Bundesliga eingeführt, für die sich die ersten vier Mannschaften der beiden Vorrunden qualifizierten. Die restlichen Mannschaften verblieben in der nun zweitklassigen Oberliga.

## Vorrunde

### Gruppe West
|    |                  | Sp | S | U | N | Tore  | Punkte |
| -- | ---------------- | -- | - | - | - | ----- | ------ |
| 1. | Mannheimer ERC   | 10 | 9 | 0 | 1 | 79:24 | 18:02  |
| 2. | Krefelder EV     | 10 | 8 | 0 | 2 | 50:25 | 16:04  |
| 3. | Düsseldorfer EG  | 10 | 5 | 1 | 4 | 47:36 | 11:09  |
| 4. | Preussen Krefeld | 10 | 5 | 0 | 5 | 43:59 | 10:10  |
| 5. | VfL Bad Nauheim  | 10 | 1 | 2 | 7 | 34:50 | 04:16  |
| 6. | Kölner EK        | 10 | 0 | 1 | 9 | 23:82 | 01:19  |

Abkürzungen: Sp = Spiele, S = Siege, U = Unentschieden, N = Niederlagen
Erläuterungen: Finalrunde, Qualifikation für die Bundesliga und DEV-Pokalrunde, DEV-Pokalrunde

### Gruppe Süd
|    |                | Sp | S  | U | N | Tore  | Punkte |
| -- | -------------- | -- | -- | - | - | ----- | ------ |
| 1. | SC Riessersee  | 10 | 10 | 0 | 0 | 98:19 | 20:0   |
| 2. | EV Füssen      | 10 | 08 | 0 | 2 | 87:23 | 16:04  |
| 3. | EC Bad Tölz    | 10 | 06 | 0 | 4 | 70:39 | 12:08  |
| 4. | SC Weßling     | 10 | 03 | 1 | 6 | 23:76 | 07:13  |
| 5. | EV Landshut    | 10 | 01 | 1 | 8 | 21:94 | 03:17  |
| 6. | ESV Kaufbeuren | 10 | 0  | 2 | 8 | 23:71 | 02:18  |

Abkürzungen: Sp = Spiele, S = Siege, U = Unentschieden, N = Niederlagen
Erläuterungen: Finalrunde, Qualifikation für die Bundesliga und DEV-Pokalrunde, DEV-Pokalrunde

## Finalrunde
|    |                 | Sp | S | U | N | Tore  | Punkte |
| -- | --------------- | -- | - | - | - | ----- | ------ |
| 1. | EV Füssen       | 10 | 8 | 1 | 1 | 64:24 | 17:03  |
| 2. | SC Riessersee   | 10 | 6 | 1 | 3 | 40:39 | 13:07  |
| 3. | EC Bad Tölz     | 10 | 6 | 0 | 4 | 53:42 | 12:08  |
| 4. | Mannheimer ERC  | 10 | 4 | 1 | 5 | 31:37 | 09:11  |
| 5. | Krefelder EV    | 10 | 2 | 2 | 6 | 36:53 | 06:15  |
| 6. | Düsseldorfer EG | 10 | 1 | 1 | 8 | 33:62 | 03:17  |

Abkürzungen: Sp = Spiele, S = Siege, U = Unentschieden, N = Niederlagen
Erläuterungen: Meister

## DEV-Pokalrunde
|    |                  | Sp | S | U | N  | Tore  | Punkte |
| -- | ---------------- | -- | - | - | -- | ----- | ------ |
| 1. | Preussen Krefeld | 10 | 7 | 0 | 03 | 55:38 | 14:06  |
| 2. | VfL Bad Nauheim  | 10 | 6 | 1 | 03 | 53:28 | 13:07  |
| 3. | ESV Kaufbeuren   | 10 | 6 | 0 | 04 | 32:44 | 12:08  |
| 4. | EV Landshut      | 10 | 5 | 2 | 03 | 38:29 | 12:08  |
| 5. | SC Weßling       | 10 | 4 | 1 | 05 | 34:43 | 09:11  |
| 6. | Kölner EK        | 10 | 0 | 0 | 10 | 30:80 | 00:20  |

Abkürzungen: Sp = Spiele, S = Siege, U = Unentschieden, N = Niederlagen
Erläuterungen: Sieger

## Kader des Deutschen Meisters
| Deutscher Meister EV Füssen | Wilhelm Bechler, Karl Fischer, Paul Ambros, Walter Krötz, Martin Beck, Oskar Mayrhans, Ernst Trautwein, Xaver Unsinn, Leonhard Waitl, Ernst Eggerbauer, Siegfried Schubert, Fritz Kleber, Markus Egen, Georg Guggemos, Max Pfefferle Cheftrainer: Markus Egen (Spielertrainer) |